# 辐射平衡
辐射平衡是离开物体的总热辐射等于进入它的总热辐射的条件。它是热力学平衡的几个要求之一，但它可以在没有热力学平衡的情况下发生。辐射平衡有多种类型，它本身是一种动态平衡。

## 定义
平衡，一般来说，是一种相反的力量平衡的状态，因此系统不会随时间变化。辐射平衡是热平衡的特殊情况，因为热交换是通过辐射传热完成的。有以下几种类型的辐射平衡。

### 普雷沃斯特的定义
皮埃尔·普雷沃斯特在 1791 年做出了一项重要的早期贡献。  普雷沃斯特认为现在所谓的光子气体或电磁辐射是一种他称之为“自由热”的流体。普雷沃斯特提出，自由辐射热是一种非常稀有的流体，其射线就像光线一样，可以相互穿过，而不会对它们的通过造成可察觉的干扰。普雷沃斯特的交换理论指出，每个物体都向其他物体辐射并接收来自其他物体的辐射。无论是否存在其他物体，都会发射来自每个物体的辐射。  
普雷沃斯特在 1791 年提供了以下定义：
自由热的绝对平衡是这种流体在空间的一部分中的状态，它接收的热量与释放的热量一样多。
自由热的相对平衡是这种流体在空间的两个部分中的状态，它们彼此接收等量的热量，并且处于绝对平衡状态，或者经历完全相同的变化。
普雷沃斯特接着写道：“空间的几个部分在相同温度下的热量，并且彼此相邻，同时处于两种平衡状态。”

### 逐点辐射平衡
继普朗克 (1914) 之后， 辐射场通常用特定的辐射强度来描述，它是空间区域中每个几何点在某一时刻的函数。  这与普雷沃斯特的定义模式略有不同，后者是针对空间区域的。它在概念上也与普雷沃斯特的定义略有不同：普雷沃斯特考虑束缚热和自由热，而今天我们考虑分子动能和其他动态能量中的热，即物质中的热和热光子气体。古迪和杨 (1989) 给出了详细的定义。 他们想到了物质中热辐射和热量之间的相互转换。从他们得出的特定辐射强度{\displaystyle \mathbf {F} _{\nu }} ，空间区域中每个点的辐射单色矢量通量密度，等于该点的时间平均单色坡印廷矢量（Mihalas 1978 第 9-11 页）。他们将辐射中物质的单色体积比热增益率定义为单色通量密度矢量散度的负值；它是点位置的标量函数：
{\displaystyle h_{\nu }=-\nabla \cdot \mathbf {F} _{\nu }} .
他们通过以下方式定义（逐点）单色辐射平衡
在该区域处于辐射平衡的每个点都有{\displaystyle \nabla \cdot \mathbf {F} _{\nu }=0}
他们通过以下方式定义（逐点）辐射平衡
在处于辐射平衡的区域的每个点上都有{\displaystyle h=\int _{0}^{\infty }h_{\nu }d\nu =0}
这意味着，在处于（逐点）辐射平衡的空间区域的每个点上，对于所有辐射频率，热辐射和物质中的能量含量之间的能量相互转换的总和为零（零）。逐点辐射平衡与 Prevost 的绝对辐射平衡密切相关。
Mihalas 和 Weibel-Mihalas (1984) 强调该定义适用于物质不移动的静态介质。他们还考虑移动媒体。

#### 近似逐点辐射平衡
史瓦西在 1906 年考虑了一个系统，其中对流和辐射都运行，但辐射比对流更有效，以至于对流可以作为近似值被忽略，而辐射可以被认为是主要的。这适用于温度非常高的情况，例如在恒星中，而不是在行星的大气层中。
钱德拉塞卡在《辐射传输》一书(1950, page 290) 中写了一个恒星大气模型，其中写到“除了辐射之外，没有任何机制可以在大气中传输热量……[并且] 周围没有热源”。这与史瓦西在 1906 年的近似概念几乎没有什么不同，但表述得更准确。

### 辐射交换平衡
普朗克（1914） 指出热力学平衡条件，其中“任意两个物体或物体中的元素通过辐射随机交换等量的热量”。
术语辐射交换平衡也可用于指代空间的两个特定区域，它们通过发射和吸收交换等量的辐射（即使稳态不是热力学平衡之一，而是其中一些子过程包括物质或能量的净传输，包括辐射）。辐射交换平衡与普雷沃斯特的相对辐射平衡非常接近。

#### 近似辐射交换平衡
大致上，辐射交换平衡的一个例子是在天空晴朗时，陆地和海洋表面与最低大气之间的非窗口波长热辐射的交换。作为第一个近似值   ，在非窗口波数中，地表和大气之间的净交换为零，而在窗口波数中，只是从陆海表面直接辐射到太空。类似的情况发生在对流层低层湍流混合边界层的相邻层之间，用所谓的“冷却到空间近似”表示，这一现象最早由 Rodgers 和 Walshaw（1966 年）指出。    

## 在天文学和行星科学

### 全球辐射平衡
可以为不提供自身能量的整个被动天体系统（例如行星）定义全球辐射平衡。
廖国男 (2002, page 459) 和其他作者使用术语全球辐射平衡来指代地球与地外空间之间的全球辐射交换平衡；这些作者的意思是，在理论上，地球表面及其大气层吸收的入射太阳辐射将等于地球表面及其大气层的出射长波辐射。普雷沃斯特会说地球表面及其大气作为一个整体处于绝对辐射平衡。一些文本，例如 Satoh (2004)， 在指代全球交换辐射平衡时仅指“辐射平衡”。

### 行星平衡温度
通常可以计算出理论上可以为任何行星设想的各种全球温度。这些温度包括行星平衡温度、等效黑体温度或行星的有效辐射发射温度。 这与测量的全球平均地表气温有关（但不完全相同）， 还包括大气的存在。
在地球内部（例如，来自化学或核源）的能量供应小到可以忽略不计的情况下，计算辐射平衡温度；这个假设对地球来说是合理的，但是对于计算木星的温度来说是失败的，因为木星的内部能源大于入射的太阳辐射，  ，因此实际温度高于理论辐射平衡。

### 恒星平衡
恒星从核源提供自己的能量，因此温度平衡不能仅根据入射能量来定义。
Cox 和 Giuli (1968/1984) 定义了一颗恒星的“辐射平衡”，作为一个整体，并不仅仅关注它的大气层，当能量从核反应的热传递率加上粘度到微观恒星物质粒子的运动正好通过电磁辐射从恒星到太空的能量转移来平衡。请注意，这种辐射平衡与以前的用法略有不同。他们指出，向太空辐射能量的恒星不可能处于温度分布的稳定状态，除非有能量供应，在这种情况下，是来自恒星内部核反应的能量，以支持向太空的辐射。同样，用于上述逐点辐射平衡定义的条件不能在整个正在辐射的恒星中保持：在内部，恒星处于温度分布的稳定状态，而不是内部热力学平衡。 Cox 和 Giuli 的定义允许他们同时说恒星处于温度分布的稳定状态并且处于“辐射平衡”；他们假设所有到太空的辐射能量都来自恒星内部。 

## 辐射平衡机制
当一个区域中有足够的物质使分子碰撞比光子的产生或湮灭更频繁地发生时，对于辐射来说，就是局部热力学平衡。在这种情况下，基尔霍夫的辐射吸收率和发射率相等定律成立。 
处于辐射交换平衡状态的两个物体，各自处于各自的局部热力学平衡状态，温度相同，它们的辐射交换符合斯托克斯-亥姆霍兹互易原理。